# Majang (metropolitana di Seul)
Majang (마장역 - 馬場驛, Majang-yeok ) è una stazione della metropolitana di Seul servita dalla linea 5 della metropolitana di Seul.

## Linee
SMRT
● Linea 5 (Codice: 541)

## Struttura
La stazione è sotterranea, e dispone di due marciapiedi laterali con due binari passanti, e porte di banchina a piena altezza.
| Direzione Banghwa             | ● Linea 5 | per Wangsimni, Jongno 3-ga, Gongdeok, Yeouido, Gimpo Aeroporto e Banghwa |
| Direzione Sangil-dong/Macheon | ● Linea 5 | per Sangil-dong e Macheon                                                |

## Stazioni adiacenti
| «         | Servizio | »        |
| Linea 5   | Linea 5  | Linea 5  |
| --------- | -------- | -------- |
| Wangsimni | -        | Dapsimni |